# Jackie Neal
Jacqueline "Jazzy Jackie" Neal (Baton Rouge, 7 de Julho de 1967 – Baton Rouge, 10 de Março de 2005) foi uma cantora de blues estado-unidense. Ela foi baleada e morta por seu ex-namorado, James White, em 10 de março de 2005, em Baton Rouge.

## Discografia

### Álbuns
- Blues Won't Let You Go (1995)
- Lookin' for a Sweet Thang (2000)
- Money Can't Buy Me Love (2002)
- Down in Da Club (2005)